# Alps (Computer)
Der Alps Computer ist ein von der Schweizerischen Eidgenossenschaft über den ETH-Bereich finanzierter Hochleistungsrechner mit Hauptstandort in Lugano. Er ist Teil des Centro svizzero di calcolo scientifico, welches Rechendienstleistungen für ausgewählte wissenschaftliche Kunden erbringt.

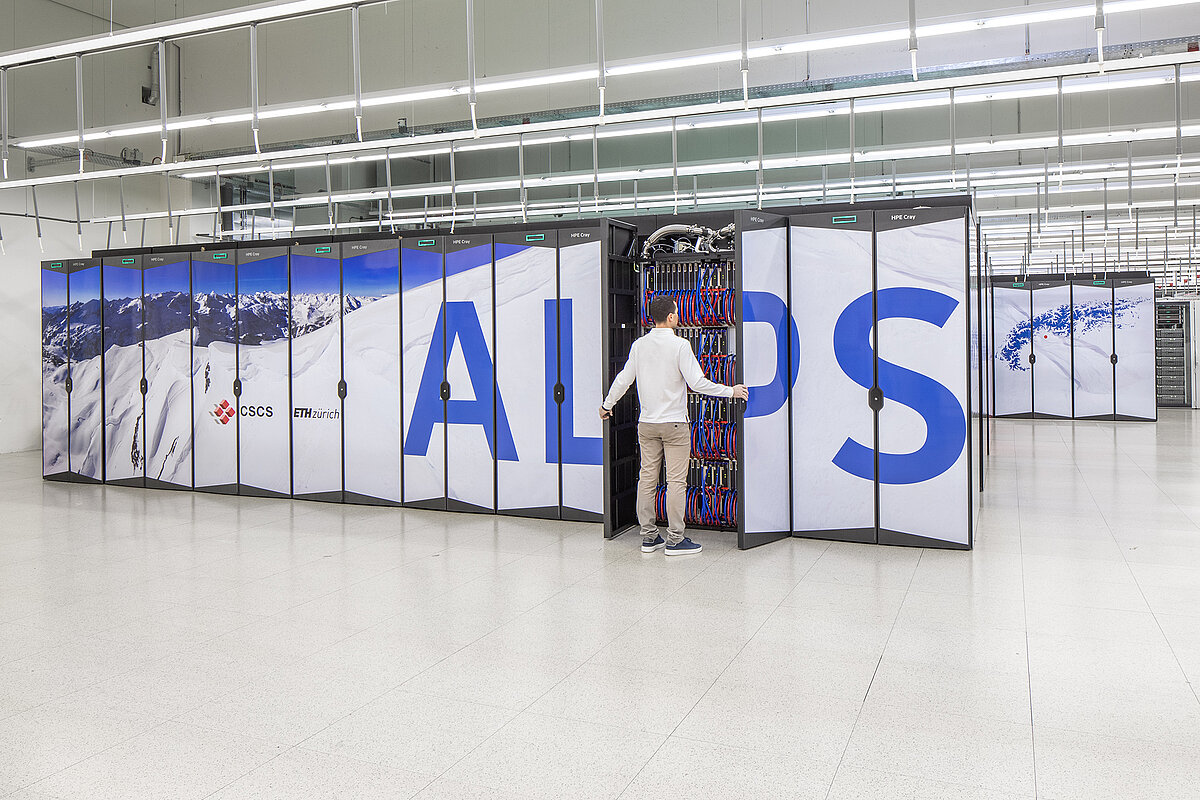
Frontansicht Supercomputer Alps

## Swiss National Supercomputing Centre (CSCS)
Das Swiss National Supercomputing Centre (CSCS) wurde 1991 gegründet. Dieses Zentrum betreibt ein User Lab für Rechendienstleistungen. Beispiele in der Vergangenheit waren die Analyse von Daten des Large Hadron Collider (LHC) bei CERN, Datenspeicherung des X-ray-Lasers SwissFEL des Paul Scherrer Instituts sowie Simulationen für Wetterprognosen durch MeteoSwiss. Diese Rechendienstleistungen wurden im Laufe der Zeit durch immer leistungsfähigere Rechenanlagen erbracht. Ab 2020 und der Inbetriebnahme eines ersten Hochleistungsrechners HPE Cray EX findet der Name Alps für die neuen Rechner Verwendung. Am 14. September 2024 wurde der neueste Supercomputer Alps HPE Cray EX254n eingeweiht. Schon im Vorfeld wurde die geplante Leistung von Alps damit beschrieben, dass der neue Supercomputer das Training für das LLM GPT-3 von OpenAI in zwei Tagen durchführen könnte. Der neue Supercomputer erreicht eine Leistung von 435 Petaflops pro Sekunde, was 435 Billiarden Operationen pro Sekunde bedeutet. 2024 ist er damit auf Rang 7 (TOP500-Liste) der weltweit schnellsten Computer, wobei allerdings die hausinternen Rechner von Meta, Microsoft, Alphabet Inc./Google LLC und Oracle wohl noch leistungsfähiger sind, jedoch deren Leistung nicht bekannt ist. Ein Panel aus Experten verschiedener Naturwissenschaften entscheidet, wer den neuen Rechner benutzen darf. Bereits bewilligt wurde die Nutzung durch eine Forschungskollaboration der EPFL und des Yale Institute for Global Health. Diese Forschungsgruppe nutzt ein Open-Source-KI-Modell von Meta und trainierte es auf der Alps-Infrastruktur mit Gesundheitsdaten aus der Forschung. Mit Alps erhalten Wissenschaftler in der Schweiz eine Infrastruktur zur Ausschöpfung vieler Möglichkeiten der Künstlichen Intelligenz (KI).

## Swiss National AI Institute (SNAI)
Der Alps-Computer wird als Teil der Schweizer KI-Initiative und des Swiss National AI Institute (SNAI) von der ETH Zürich und der ETH Lausanne (EPFL) genutzt. SNAI wird das erste schweizerische KI-Basismodell für Sprachen entwickeln. Dabei wird auf Transparenz, Open Source und Vertrauenswürdigkeit gesetzt.

## Aufbau

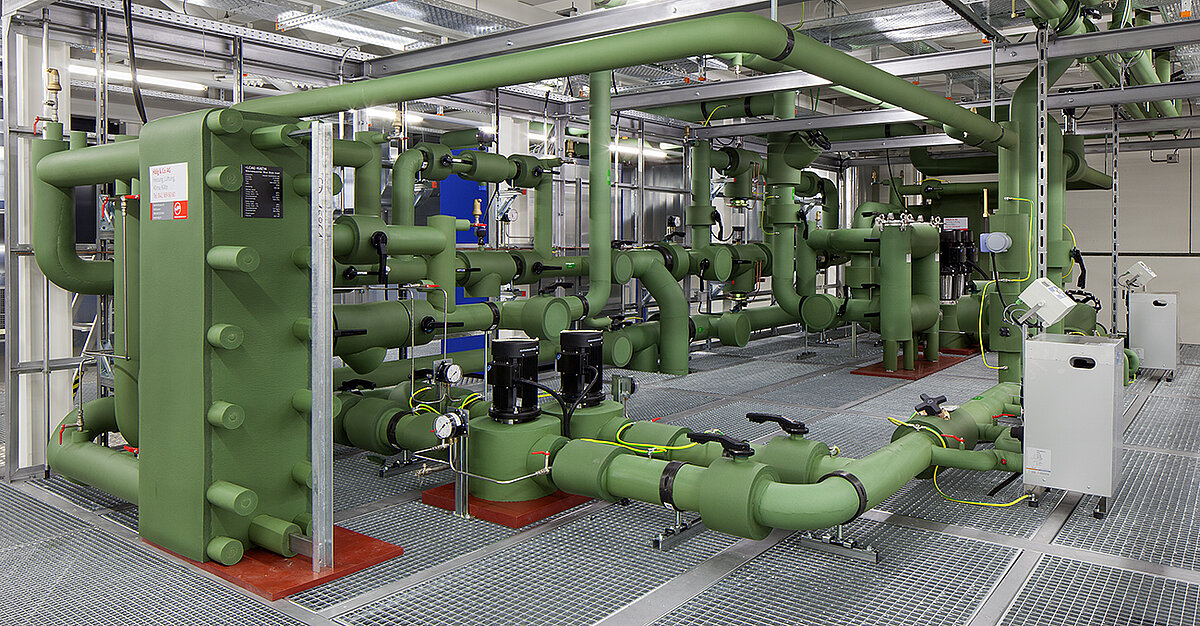
Primärer Verteiler Wasserkühlung

Um moderne Supercomputer geeignet unterzubringen und zu betreiben, wurden in Lugano-Cornadero ein neuer Rechenzentrumsbau und ein danebenstehendes Bürogebäude errichtet. Der Rechenzentrumsbau besteht aus drei Stockwerken. Das unterste Stockwerk beherbergt die Basis-Infrastruktur mit der primären Strom- und Wasserverteilung sowie einer Notstromversorgung mittels Batterien. Die Kühlung der Computer und im Sommer der Gebäude erfolgt mit Seewasser des Luganersees. Aus 45 m Seetiefe wird 460 Liter kaltes Seewasser pro Sekunde über 2,8 km lange Rohre dem Rechenzentrum zugeführt. Dort kühlt es über einen Wärmeaustauscher den internen Kühlkreislauf des Computers. Im mittleren Stockwerk erfolgt die Sekundärverteilung mittels Stromverteilungseinheiten, welche flexible Installation der darüberliegenden Rechner erlaubt. Im obersten Stockwerk befinden sich die Rechner.  Der neueste Alps-Parallelrechner wurde von der Firma Hewlett Packard Enterprise (HPE) geliefert, welche 2019 das auf Supercomputer spezialisierte Unternehmen Cray als Tochterfirma übernommen hat. Er ist auf einer Fläche von 2000 m² installiert. Die Gesamtkosten betrugen etwa 100 Millionen CHF.

## Elektronik

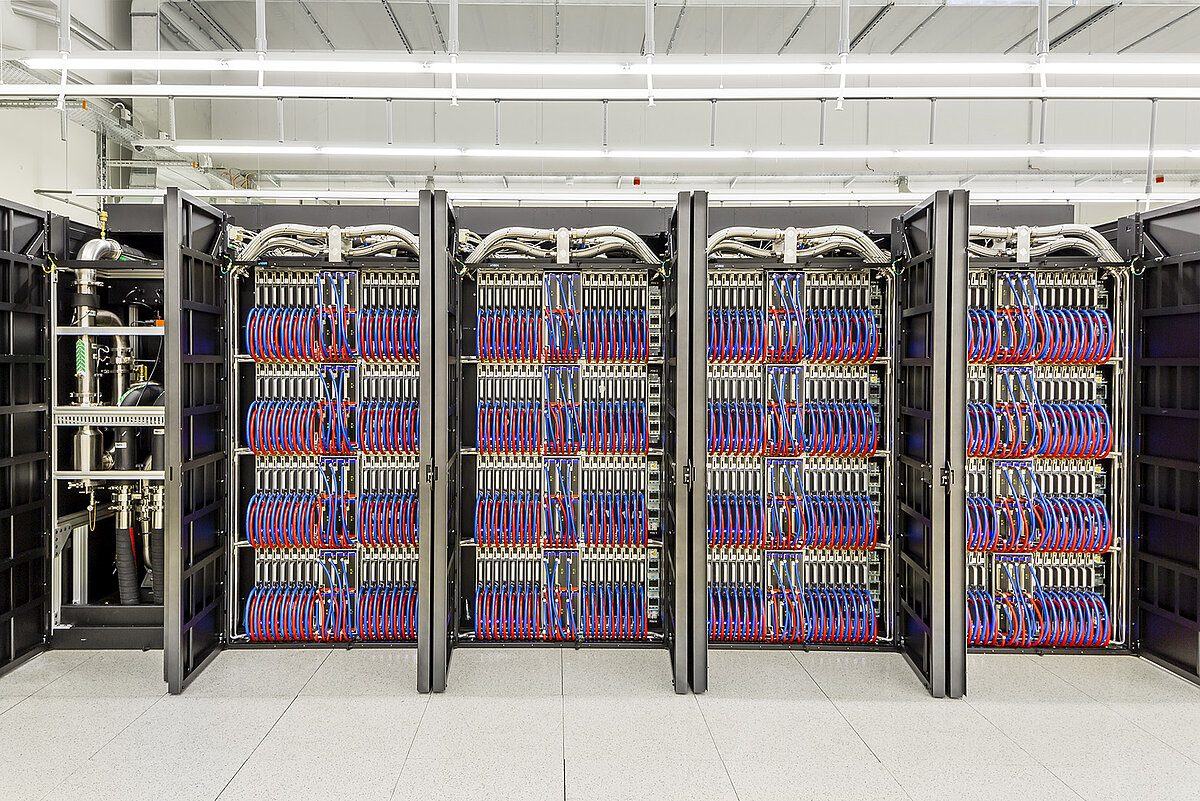
Schränke mit Elektronikeinschüben

Die erzielte hohe Rechengeschwindigkeit beruht auf einer engen Kopplung von Hauptprozessoren (CPUs) mit Grafikprozessoren (GPUs) und dem raschen Zugriff auf zugeordnete Speicher, welche gruppenweise auf demselben Superchip angeordnet sind. Als CPUs werden bei diesem Nvidia-Chip unter dem Namen Grace 72 ARMv9-Neoverse-V2-Prozessoren verwendet, welche RISC-Prozessoren sind. Davon sind in diesem Rechner verteilt über mehrere Schränke insgesamt 6400 × 72 = 460'800 Kerne vorhanden. Die 132 GPUs tragen den Namen Hopper H100 Tensor Core. Davon gibt es insgesamt 6400 × 132 = 844'800 Kerne. Auf einem monolithischen Superchip sind die genannten 72 CPUs und 132 GPUs integriert und werden zu Ehren der US-amerikanischen Computerpionierin Grace Hopper als GH200 Grace Hopper bezeichnet. Die Daten werden zwischen Servern über Slingshot-11 ausgetauscht, einem Ethernet-Netzwerk.

## Betrieb
Für unterschiedliche Anwendungen erarbeitet ein Team von CSCS spezielle Software. Die elektrische Leistungsaufnahme des Rechners bei Volllast beträgt 10 MW. Man rechnet mit Kosten von etwa 15 Mio. CHF pro Jahr für die Elektrizität.